# كونراد ناغي
كونراد ناغي (بالمجرية: Nagy Konrád)‏ هو متزلج سريع مجري، ولد في 26 مارس 1992 في دبرتسن في المجر.

## وصلات خارجية
- كونراد ناغي على موقع SpeedSkatingBase.eu (الإنجليزية)
- كونراد ناغي على موقع SpeedSkatingNews.info (الإنجليزية)
- كونراد ناغي على موقع SpeedSkatingStats.com (الإنجليزية)
- كونراد ناغي على موقع ShortTrackOnLine.info (الإنجليزية)
- كونراد ناغي على موقع اللجنة الأولمبية الدولية (الإنجليزية)
- كونراد ناغي على موقع أوليمبيديا (الإنجليزية)